# 粟津站 (石川縣)
粟津站（日语：／ Awazu eki */?）是位於石川縣小松市符津町井（ヰ）2丁目1番8號，IR石川鐵道的IR石川鐵道線車站。此站曾經可轉乘北陸鐵道粟津線新粟津站。

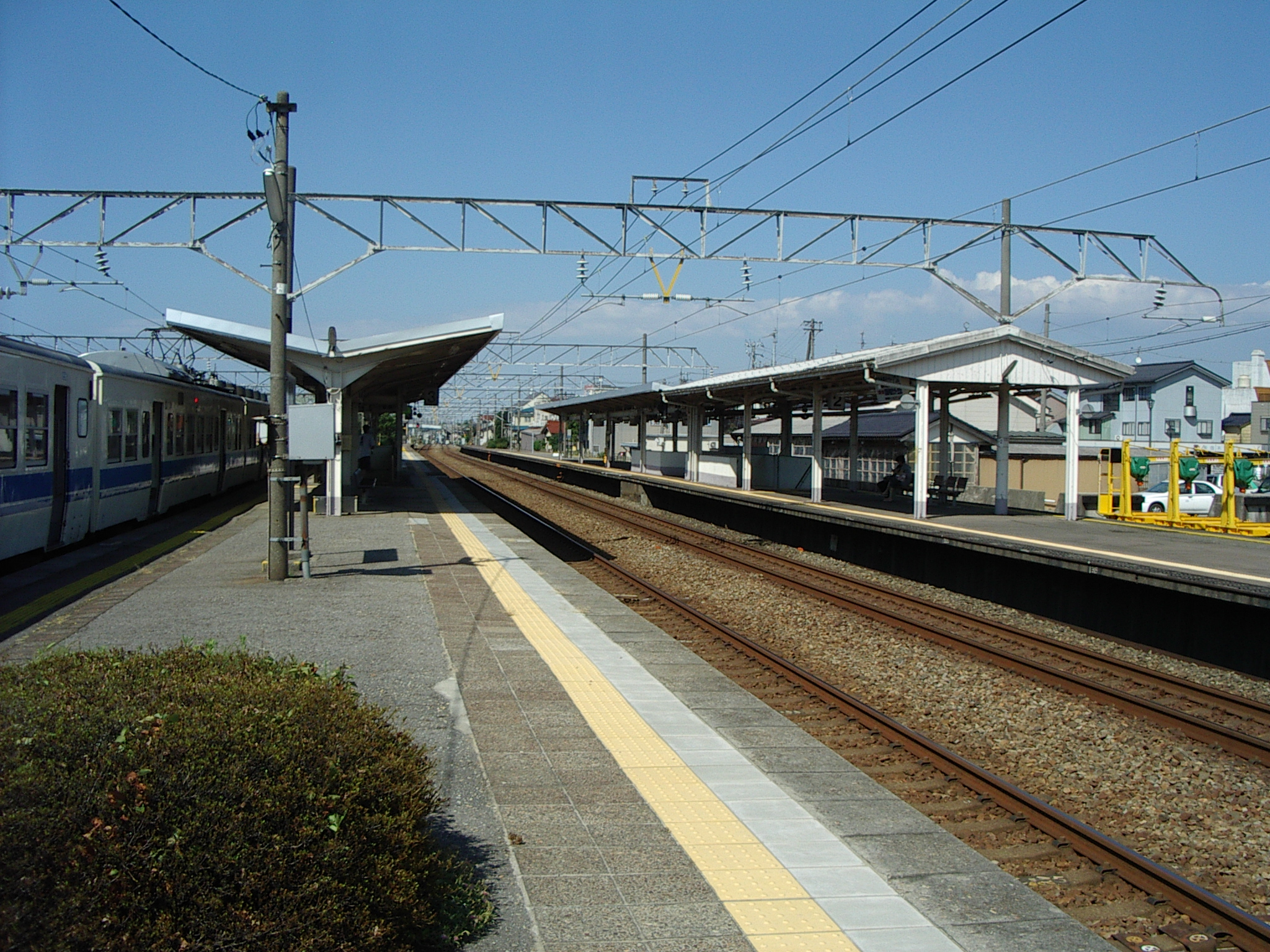
月台(2007年8月)

## 歷史
- 1907年（明治40年）11月16日 - 官設鐵道北陸線動橋站至小松站之間新設此站。
- 1909年（明治42年）10月12日 - 制定路線名稱，此站成為北陸本線車站。
- 1911年（明治44年）3月5日 - 粟津軌道線（後來為北陸鐵道粟津線）符津站（後來為新粟津站）啟用。
- 1962年（昭和37年）11月22日 - 北陸鐵道粟津線新粟津站廢止。
- 1985年（昭和60年）3月14日 - 終止行李起卸業務。
- 1987年（昭和62年）4月1日 - 伴隨國鐵分割民營化，車站由西日本旅客鐵道（JR西日本）營運。
- 2004年（平成16年）3月13日 - 在此日的時間表修正起，再沒有貨物列車停靠此站。
  - 在廢止前，設有前往日本鑛業株式會社粟津油庫的専用線，在該處設有從北袖站（日语：北袖駅）或東水島站（日语：東水島駅）運送潤滑油至此站。
  - 另外，敞車（Toki25000形（日语：国鉄トキ25000形貨車））和平車（Chiki4700形（日语：国鉄チキ4700形貨車））會運載鐵板前往小松製作所，在車站大樓南方設有貨物月台以進行起卸工作。
- 2006年（平成18年）4月1日 - JR貨物車站廢止，終止貨物起卸業務。
- 2017年（平成29年）4月15日 - 此站可以使用ICOCA[1][2]。
- 2024年（令和6年）3月16日 - 隨北陸新幹線延伸至敦賀，車站改由IR石川鐵道營運。

## 車站構造
車站是一座高架車站，設有2面4線的島式月台和貨物列車專用的側線。木造車站大樓位於路線東邊，在車站啟用當初已經存在。車站與各月台之間設有行人隧道連接。此站沒有升降機。
此站是由小松站管理的業務委託車站，並委托JR西日本金澤MAINTEC負責車站業務。此站設有綠色窗口。
曾經下行月台近小松站一方設有小松製作所工場專用出入口，現在已經撤走。

### 月台
| 月台 | 路線          | 上下行 | 方向             |
| ---- | ------------- | ------ | ---------------- |
| 1、2 | ■IR石川鐵道線 | 上行   | 大聖寺、福井方向 |
| 3、4 | ■IR石川鐵道線 | 下行   | 小松、金澤方向   |

內側2線為本線，外側2線為待避線。另外，在運輸指令上，由1號月台起順次序的月台為「上行1號」「上行本線」「下行本線」「下行1號」。通常列車使用上下行本線（2、3號月台），外側2線（1、4號月台）主要供部分待避特急的普通列車使用。

## 使用狀況
在2018年（平成30年）度，1日平均乘車人次為1,317人。
根據「石川縣統計書」和「小松市統計書」，以下列出近年1日平均乘車人次：
| 年度   | 1日平均 乘車人次 |
| ------ | ---------------- |
| 1996年 | 1,828            |
| 1997年 | 1,712            |
| 1998年 | 1,581            |
| 1999年 | 1,453            |
| 2000年 | 1,366            |
| 2001年 | 1,362            |
| 2002年 | 1,348            |
| 2003年 | 1,328            |
| 2004年 | 1,257            |
| 2005年 | 1,287            |
| 2006年 | 1,278            |
| 2007年 | 1,253            |
| 2008年 | 1,273            |
| 2009年 | 1,200            |
| 2010年 | 1,212            |
| 2011年 | 1,219            |
| 2012年 | 1,223            |
| 2013年 | 1,231            |
| 2014年 | 1,173            |
| 2015年 | 1,300            |
| 2016年 | 1,361            |
| 2017年 | 1,379            |
| 2018年 | 1,317            |

## 車站周邊
此站附近設有小松製作所相區的工廠。
- 小松製作所粟津工廠
- 公立小松大學粟津校園
- 小松市政廳南分所
- 粟津溫泉
- 粟津公園
  - 石川兒童交流中心小松館（日语：いしかわ子ども交流センター小松館）（前石川縣立小松兒童會館）
  - Nakayoshi鐵道（設有尾小屋鐵道（日语：尾小屋鉄道）車輛動態展示）

## 巴士路線
此站前設有粟津站前巴士站。
| 巴士公司       | 路線名   | 目的地            | 途經           |
| -------------- | -------- | ----------------- | -------------- |
| 小松巴士       | 粟津A線  | 那谷寺 日用苔之里 | 粟津溫泉       |
| 小松巴士       | 粟津A線  | 小松站            | 市民醫院       |
| 小松市社區巴士 | 木場潟線 | 小松站            | 木場潟中央園地 |

## 北陸鐵道 新粟津站

### 車站構造
此站設有1面2線島式月台。鄰近車站大樓。多數列車都停在近車站大樓的月台。

### 歷史
- 1911年（明治44年）3月5日 - 粟津軌道符津站啟用。
- 1913年（大正2年）11月16日 - 公司合併，溫泉電軌成立。成為溫泉電軌車站。
- 1916年（大正5年）2月16日 - 新粟津至粟津溫泉之間電氣化。
- 1943年（昭和18年）10月13日 - 公司合併，北陸鐵道成立。成為北陸鐵道車站。
- 1962年（昭和37年）11月22日 - 粟津線廢止，此站永久停用。

### 廢止後
部分車站遺址現時為粟津站前迴旋路。另外，在車站迴旋路延伸設有一條彎路前往粟津溫泉方向，該道路是粟津線的遺址，在地圖較容易確認走線。

## 相鄰車站
IR石川鐵道
■IR石川鐵道線
動橋－粟津－小松

### 曾經存在的路線
北陸鐵道
粟津線
下粟津－新粟津

## 註腳
1. ↑   (PDF) (新闻稿). 西日本旅客鉄道／IRいしかわ鉄道／あいの風とやま鉄道. 2017-01-31  [2020-02-01]. （原始内容 (PDF)存档于2019-05-25） （日语）.
2. ↑   (PDF) (新闻稿). あいの風とやま鉄道. 2017-01-31  [2020-02-01]. （原始内容 (PDF)存档于2019-05-25） （日语）.
3. ↑   (PDF). 石川縣: 106.   [2020-04-10]. （原始内容 (PDF)存档于2020-10-17） （日语）.

## 外部連結
- 粟津車站 - IR石川鐵道 （页面存档备份，存于）（日語）